# 科摩羅國家足球隊
科摩羅國家足球隊是科摩羅的國家足球代表隊，由科摩羅足球協會管理，現時屬於國際足協及非洲足協成員國之一。在世界盃外圍賽階段從未取得過出線資格。2021年首度济身非洲盃决赛周並于最后一轮小组赛创造历史以3比2擊敗加納，晉級十六強。隨後于16強1比2不敵喀麥隆，無緣8強。

## 世界盃成績
- 1930年 至 1974年 - 屬於法國的一部分
- 1978年 至 2006年 - 沒有參賽
- 2010年 至 2018年 - 未能晉級

## 非洲國家盃成績
- 1957年 至 1974年 - 屬於法國的一部分
- 1976年 至 2002年 - 不屬於非洲足球協會的一部分
- 2004年 至 2008年 - 沒有參賽
- 2010年 至 2019年 - 未能晉級
- 2021年 - 16強
- 2023年 - 未能晉級